# Propulsion captive
La propulsion captive utilise de longs câbles très résistants (connus sous le nom de longes) pour changer l'orbite de vaisseaux spatiaux. Ce système a un fort potentiel de réduction des coûts des voyages spatiaux.
Certains designs de longes utilisent des plastiques cristallins comme le Dyneema. Un futur matériau possible serait le nanotube de carbone, qui a une résistance théorique d'au moins 60 GPa.

## Types

### Câble électrodynamique
Un câble électrodynamique est un long câble conducteur électrique fixé à un engin spatial, fonctionnant selon les principes de l'électromagnétisme. Un câble électrodynamique peut être utilisé pour remplir deux types de fonctions :
- générateur électrique, dont la fonction est de convertir l'énergie cinétique de l'engin spatial en énergie électrique,
- moteur électrique, dont la fonction est de convertir de l'énergie électrique fournie par l'engin spatial en énergie cinétique.

### Rotoascenseur (rotovateur)
Le mot rotovateur est un mot-valise dérivé de rotor et ascenseur (élévateur). Un rotovateur est une longe à rotation rapide (parfois appelé longe à échange de quantité de mouvement), dont les extrémités ont une vitesse significative (~1-3 km par seconde).
Un vaisseau sur une orbite peut faire un rendez-vous spatial avec une extrémité de la longe, s'accrocher à elle, et être accéléré par sa rotation. La longe et le vaisseau se séparent alors, la vitesse du vaisseau étant changée par le rotovateur.
Ce gain de vitesse n'est pas gratuit car la quantité de mouvement et le moment angulaire sont changés et doivent être rechargés. L'idée est que la recharge pourrait être faite avec une énergie peu coûteuse - par exemple des panneaux solaires générant un courant pour une propulsion magnétique, ce qui est bien moins cher qu'une fusée à plusieurs étages.
Les rotovateurs pourraient être aussi utilisés pour ralentir un vaisseau spatial, accélérant ainsi la quantité de mouvement du rotovateur. Si la quantité de mouvement gagnée par le ralentissement de vaisseaux est égale à celle perdue pour l'accélération, il n'y a aucun coût énergétique.